# 戈梅利機場
戈梅利機場（羅馬化：Aeraport Homel，羅馬化：Aeroport Gomel） 是一座位於白俄羅斯第二大城戈梅利東北方3公里的機場，該機場建於1968年。

## 航空公司與目的地
戈梅利機場原有戈梅利航空作為航運樞紐，但該公司由於經營不善已於2011年2月22日破產倒閉。其曾經營運此至明斯克、莫斯科、格羅德諾以及加里寧格勒的航線。自2011年7月25日起，載旗國營航空白俄羅斯航空會重新提供戈梅利至加里寧格勒的航線服務。此外，拉脫維亞載旗國營航空波羅的海航空宣布將會提供戈梅利至里加的航班，但至今仍未開航。戈梅利機場現多以接待來自義大利、比利時與西班牙的旅遊包機為主。
| 航空公司     | 目的地     |
| ------------ | ---------- |
| 白俄羅斯航空 | 加里寧格勒 |

## 接駁交通
城郊巴士每天提供一班來往機場與市區的班車。